# Memphis Jug Band
Die Memphis Jug Band war eine der bekanntesten und erfolgreichsten Jug-Bands der Vereinigten Staaten. 

## Bandmitglieder
Leiter war der Sänger, Gitarrist und Mundharmonikaspieler Will Shade, der, angeregt von der Clifford Hayes’ Louisville Jug Band, die Band Mitte der 1920er gründete.
Obwohl die Besetzung ständig wechselte, gehörten neben Shade zum Kern der Gruppe Jab Jones am Jug und Charlie Burse. Mehr oder weniger häufig gehörten der Gruppe auch Charlie Polk, „Ham“ Lewis, Gründungsmitglied Ben Ramsey (Kazoo), Will Weldon (Gitarre), Vol Stevens (Fiedel und Mandoline), Tee Wee Tee Blackman, gelegentlich Hattie Hart und später Memphis Minnie als Sängerinnen an.

## Erfolge
Die Memphis Jug Band war die erste Band im Staat Tennessee, die eine kommerzielle Tonaufnahme (beim Plattenlabel Victor) machte. Die Gruppe war auch die Jug-Band mit den meisten Aufnahmen. Zwischen 1927 und 1934 nahmen sie über 100 Titel in 64 Sitzungen auf. Zwar machte die Band 1934 in Chicago ihre letzte Aufnahme, doch trat sie bis weit in die 1940er in Memphis auf und kehrte 1956 ins Studio zurück.

## Diskografie
- The Memphis Jug Band (Yazoo 1067c)
- Collections
  - Jug, Jook and Washboard Bands (Blues Classics 2a)
  - Good Time Blues (Columbia 46780e)
  - Country Blues (Folkways RFlc)
  - Rural Blues (Folkways RBF 202c)
  - Skiffle Bands (Folkways 2610e, mit einem Interview mit Shade und Burse)
- Great Jug Bands, 1926–1934 (Historical 66a)
- The Parfy Blues Melodeon 7234a
- Jugs, Washboards and Kazoos (RCA 540a)
- Wild About My lovin’ (RCA 2461c)
- Beale Street Mess Around (Rounder 2006a)
- Blues Masters, Vol. 12 (Rhino 71129c)
- Memphis Masters 1927–1934 (Yazoo 2008c)
- Before the Blues, Vol. 2 (Yazoo 2016c)